# Maurice Vidal
Pour les articles homonymes, voir Vidal.
Maurice Vidal, né le 28 mai 1919 à La Garenne-Colombes, département de la Seine et mort le 6 janvier 2011 à Paris 5e, est un journaliste sportif français et ancien dirigeant de l'Union de la jeunesse républicaine de France. Il a été directeur de l'hebdomadaire Miroir Sprint et de plusieurs magazines sportifs spécialisés.

## Biographie

### Jeunesse
Maurice Vidal est né juste après la Première Guerre mondiale qui le prive de son père, tué « aux armées » peu avant l'Armistice. Il est âgé de huit ans quand sa mère meurt de la tuberculose. Placé en orphelinat, il suit un cursus scolaire qu'il achève sans diplôme. Il s'engage à 19 ans dans l'armée française. Caporal en 1940, blessé au cours des combats, il bat en retraite avec ce qui reste de l'armée et se retrouve dans les Pyrénées-Orientales où il est démobilisé. Il reste dans ce département, où il se marie et chausse les chaussures à crampons pour jouer au sein de l'équipe de football de l'USAP de Perpignan, à un bon niveau, selon le témoignage de Jacques Marchand. Fin 1942 la Wehrmacht occupe la Zone dite "libre". Maurice Vidal entre en Résistance avec le mouvement Combat. Il participe à la Libération de Perpignan avec les MUR, qui donnent naissance en 1945 à un mouvement politique, le MLN. Il est un des dirigeants départementaux de ce mouvement.

### Militant communiste
Remonté à Paris, il livre par passion ses premiers articles sportifs à l'organe de la Jeunesse Communiste, l'Avant-Garde. Le résistant, Maurice Vidal devient un des dirigeants de ce mouvement de jeunesse du Parti communiste français, qui cherche à s'élargir en créant l'Union de la jeunesse républicaine de France (UJRF). En août 1946, lors du premier congrès de cette organisation, il est élu membre de son Bureau national. Il n'y est pas réélu en 1948. Son activité professionnelle de journaliste sportif est liée à cet engagement politique. Ses papiers, vite remarqués, lui ouvrent les portes de la presse sportive.

### Journaliste
Il est d'abord journaliste au quotidien sportif Sports, créé dans la mouvance du PCF le 2 février 1946, dont l'ambition est de supplanter la presse sportive qui se regroupe autour de L'Équipe. En fonction des restrictions dont la presse française était l'objet concernant sa matière première, le papier, Sports, d'abord tri hebdomadaire, passe quotidien au printemps 1946. Sports,  regroupe dans sa rédaction des journalistes sportifs confirmés, comme Albert Baker d'Isy, François Terbeen, et des  débutants dans la profession, appelés carrière journalistique dans des journaux les plus divers : François Thébaud, André Chaillot, Pierre Chany, André Costes, Louis Vincent, Jacques Marchand. Faute de lecteurs en nombre suffisant, le quotidien redevient hebdomadaire en 1947, pour finalement disparaître  en octobre 1948. Maurice Vidal exerce ensuite son métier de chroniqueur sportif à Ce Soir, le quotidien du soir dirigé par Louis Aragon. Ce journal, financé par le PCF mais n'en étant pas l'organe idéologique, est très ouvert. Il doit cependant  cesser sa parution en 1953. Maurice Vidal entre comme chroniqueur spécialisé du cyclisme au quotidien Libération, le journal d'Emmanuel d'Astier de la Vigerie. Il y tient une chronique, en particulier au moment du Tour de France. Son activité principale est liée cependant à un autre titre de la presse sportive, Miroir Sprint.

### Le responsable deMiroir Sprintet deMiroir du cyclisme
Lorsque Guy de Boysson est amené à quitter la direction de l'hebdomadaire Miroir Sprint , c'est à Maurice Vidal qu'échoit rapidement le poste de directeur. Il dirige Miroir Sprint de 1949 à février 1971, date de la fin de parution du titre Créé dans la foulée, le nouvel hebdomadaire qu'il dirige, Sport , version modernisée de Miroir Sprint ne paraît que 45 semaines. Dans un ultime éditorial hebdomadaire, le 15 décembre 1971, Maurice Vidal liste les causes de  l'arrêt de publication : les coûts de la modernisation, l'insuffisance des recettes de la publicité, le coût du transport et de la distribution, le prix de vente élevé, l'absence d'aides de l'État. Mais il doit convenir que : « la formule ne correspondait plus (...) aux modifications intervenues dans le monde du sport, de l'éducation physique et des loisirs. »  Par la suite quelques numéros consacrés aux Jeux olympiques témoignent de l'activité du groupe des éditions Miroir Sprint, que Maurice Vidal dirige jusqu'à la fin des années 1970. Hebdomadaire omnisport, Miroir Sprint crée au tournant des années 1960 quatre magazines mensuels spécialisés, dont la direction lui incombe, Miroir du football, Miroir du rugby, Miroir de l'athlétisme et Miroir du cyclisme. Ce dernier est le titre qui eut la longévité la plus grande. C'est celui qui reçut la collaboration abondante de Maurice Vidal, car il en a été, durant de nombreuses années, rédacteur en chef en même temps directeur.  De janvier 1960, date de la création du magazine, jusqu'à 1992, Maurice Vidal et Miroir du cyclisme s'identifient l'un à l'autre. En 1992, le magazine subit le sort des Éditions Vaillant-Miroir Sprint : Maurice Vidal, qui depuis 1990 était président d'honneur de la direction du magazine, cède la direction « morale » du journal au repreneur financier du groupe éditorial. Pas une ligne du mensuel évoque son départ.
Avec Jacques Ferran et Jacques Marchand, il est un des animateurs de l'« Union syndicale des journalistes sportifs français » (USJSF) créée en 1958. Il en est le président de 1965 à 1969, et de 1971 à 1981. À  ce titre, il représentera la presse écrite au Conseil d'Administration de l'ORTF; il représentera également la profession au Conseil Supérieur de l'AFP.
Le talent, souvent de style polémiste, de Maurice Vidal, est reconnu par l'Académie des sports qui lui décerne en 1967 le prix Henri-Desgrange.

## Œuvres
- Les compagnons du Tour, de 1954 à 1960, dans Miroir du cyclisme, numéro 88, juillet 1967. C'était le titre de son "bloc-note" de journaliste "suiveur" du Tour de France, qu'il publie dans Miroir Sprint, à partir de 1954. Ce numéro du Miroir du cyclisme, de 40 pages, est entièrement consacré à en publier des extraits.
- Sports et jeux olympiques, Éditions la farandole, Paris, 1976.
- L'encyclopédie mondiale du Sport-Les Jeux olympiques de A à Z, Vaillant-Miroir Sprint Publications, Paris, 1980. Maurice Vidal est le directeur de la conception et de la rédaction de cette encyclopédie[12], parue sous la forme de 40 fascicules reliables en 4 volumes. 740 pages au total. Une partie du contenu de cet ouvrage est reprise dans le livre suivant.
- L'épopée des Jeux olympiques, 1896-1988, VMS Publications, Paris, 1988
- L'aventure du Tour de France. Éditions Messidor, Paris, 1987.

## Sources
- Bernard Déon & Jacques Seray, Les revues cyclistes des origines à nos jours (complétées des revues omnisports et techniques traitant de cyclisme) , Association des Amis du musée d'art et d'industrie de Saint-Étienne, 1996.
- Gérard Leidet, notice « VIDAL Maurice, René », Le Maitron en ligne.
- Jacques Marchand, Journalistes de sport (Militants-Institutions-Réalisation-Rapport avec le mouvement sportif), Atlantica éditeur, 2004.
- Jacques Marchand, Vélodrame, Calmann-lévy, 2008. Journaliste, organisateur de courses et syndicaliste de sa profession, Jacques Marchand se réfère plusieurs fois à Maurice Vidal, avec lequel il a travaillé, de Sports à Miroir du cyclisme.
- Edouard Seidler, Le sport et la presse, coll. « Kiosque », A. Colin, 1964.
- Miroir du cyclisme, numéro 95, janvier 1968, article de Claude Parmentier, p. 6 ; Notre directeur Maurice Vidal, honoré par l'Académie des Sports.
- Vélo Légende, numéro 5, août 1998,  article de Jean Bouly : les souvenirs de Maurice Vidal.
- Articles de Maurice Vidal au moment de la fin de parution des hebdomadaires qu'il dirige :
  - Miroir Sprint, N° 1283, 2 février 1971, page 18 : De Miroir Sprint à Sport.
  - Sport, N°1, 10 février 1971, éditorial p. 1 : Pour le numéro 1.
  - Sport, N° 45, 15 décembre 1971, éditorial (pages 2 et 3): Sport cesse sa parution hebdomadaire
- Michaël Attali et Évelyne Combeau-Mari (dir.), Le sport dans la presse communiste, Presses universitaires de Rennes, 2013, 287 p.